# 1297
1297 (MCCXCVII) fue un año común comenzado en martes del calendario juliano.

## Acontecimientos
- 8 de enero - Francisco Grimaldi toma la Roca de Mónaco disfrazado de fraile franciscano y así funda el principado de Mónaco
- William Wallace, caudillo escocés, comienza su rebelión contra Inglaterra.
- Canonización de Luis IX, Rey de Francia.
- Se producen las batallas de Catanzaro y Le Castella, en el marco de la guerra de las Vísperas Sicilianas.
- 11 de septiembre - Batalla del Puente de Stirling: Los escoceses de William Wallace derrotan a las tropas del rey Eduardo I de Inglaterra.
- Tratado de Alcañices, suscrito por el reino de Castilla y el reino de Portugal.

## Nacimientos
- 14 de agosto: Hanazono, emperador japonés entre 1308 y 1318 (f. 1348).
- Fecha desconocida: Luis de Borgoña, rey tesalónico (f. 1316).